# Cận xạ trị
Cận xạ trị (tiếng Anh: Brachytherapy, nguyên gốc từ tiếng Hy Lạp βραχυς), còn gọi là Liệu pháp dùng tia phóng xạ gần, Xạ trị áp sát hoặc Xạ trị trong, là một liệu pháp phóng xạ dùng trong y học, thường được dùng trong với điều trị bệnh ung thư.
Xạ trị trong có ba loại phổ biến:
- Xạ trị trong xuất liều thấp.
- Xạ trị trong xuất liều trung bình.
- Xạ trị trong xuất liều cao.